# Manzini Wanderers FC
Der Manzini Wanderers Football Club ist ein Fußballverein aus Manzini, Eswatini.

## Geschichte
Der Verein wurde 1957 gegründet und gehört zu den erfolgreichsten des Landes. Ihm gelang es bisher, sechs Meisterschaften der Swazi Premier League zu gewinnen. 1984 gewann man bisher zum einzigen Mal den Swazi Cup. Durch die Erfolge qualifizierte der Verein sich mehrmals für die afrikanischen Wettbewerbe, schied aber meist bereits in der ersten Spielrunde aus.

## Erfolge
- Premier League (6): 1983, 1985, 1987, 1999, 2002, 2003
- Swazi Cup (1): 1984
- Swazi Charity Cup (3): 2002, 2003, 2005
- Swazi Trade Fair Cup (6): 1984, 1985, 1986, 1993, 1996, 2000

## Stadion
Der Verein trägt seine Heimspiele im Mavuso Sports Centre aus.

## Statistik in den CAF-Wettbewerben
| Wettbewerb                          | Runde         | Gegner              | Hinspiel | Rückspiel |  |
| ----------------------------------- | ------------- | ------------------- | -------- | --------- |  |
|                                     |               |                     |          |           |  |
| African Cup of Champions Clubs 1984 | Qualifikation | Desportivo Maputo   | 1:1 (A)  | 0:1 (H)   |  |
| African Cup Winners’ Cup 1985       | 1. Runde      | Mufulira Wanderers  | 0:0 (H)  | 0:2 (A)   |  |
| African Cup of Champions Clubs 1986 | Qualifikation | AS Sotema           | 1:3 (H)  | 2:3 (A)   |  |
| African Cup of Champions Clubs 1988 | Qualifikation | Township Rollers FC | 2:0 (H)  | 4:1 (A)   |  |
|                                     | 1. Runde      | Villa SC            | 1:4 (H)  | 1:1 (A)   |  |
| CAF Cup 1993                        | 1. Runde      | CAPS United         | *        | *         |  |
|                                     | 2. Runde      | Simba SC            | 0:1 (A)  | 0:1 (H)   |  |

- 1993: CAPS United FC zog seine Mannschaft aus dem Wettbewerb nach der Auslosung zurück.